# 伸展構造

地壘和地堑是標準伸展構造。紅色箭頭代表伸展方向.

伸展構造（英語：Extensional tectonics）是指在地殼或岩石圈受張力而造成的構造。通常在大陸裂谷 .
中洋脊，弧後盆地，分離板塊邊緣和被動邊緣等皆能形成伸展構造。最常見的是在鏟形斷層内的滾動背斜（英語：rollover anticline）和背脊塌垮地塹。在走滑斷層也有伸展構造，如伸展走滑體系（英語：releasing bends of strike-slip fault）。它是當走滑斷層沿走向錯開時，中間的間隙，會產生了一個延伸或擴張帶。在聚合板塊邊緣，通常伸展構造較少，但當大陸碰撞時，地殼增厚擡升，由於重力垮塌，向側延申也形成伸展構造
。